# Hesar-e Agh Bolagh
Hesar-e Agh Bolagh (perski: حصاراغ بلاغ) – wieś w Iranie, w ostanie Azerbejdżan Zachodni. W 2006 roku liczyła 424 mieszkańców w 73 rodzinach.